# Hapalorestes
Hapalorestes es un género extinto de mamíferos mesoniquios que existió durante el Eoceno; era el más grande de los hapalodéctidos. Su peso se estima entre 1 y 8 kilogramos.
Una seña característica de Hapalorestes es que su tercer molar inferior es la más grande que las demás piezas dentales de la mandíbula. Existe unas depresiones en el paladar que podrían servir de asiento a las coronas de los dientes inferiores al cerrar las mandíbulas. Estas depresiones eran similares a las observadas en los paladares de las ballenas primitivas, lo cual ha llevado a pensar que guardan una relación importante con los cetáceos modernos.

## Especies
- Género Hapalorestes
  - Hapalorestes lovei